# C.L.R. James
Cyril Lionel Robert James (Tunapuna, 4 de gener de 1901 - Londres, 31 de maig de 1989) va ser un activista, intel·lectual i polític originari de la colònia britànica de Trinitat i Tobago.
James ben aviat va començar a participar en campanyes per la independència del seu país i va defensar la idea d'una federació de les Antilles Britàniques (aquesta federació va néixer després de la independència, però va durar pocs anys). Va treballar tota la seva vida per a la revolució proletària mundial i per a la causa del panafricanisme. És autor de molts llibres, entre ells un estudi històric de la revolució de Saint-Domingue (The Black Jacobins, 1938) i una obra de teatre sobre la vida de Toussaint Louverture, en la qual el cantant i actor negre estatunidenc Paul Robeson va tenir el paper principal. The Black Jacobins és sovint considerat, al costat de Capitalim and slavery (1944) d'Eric Williams, com una de les obres fundadores de la historiografia antiimperialista.

## Biografia
James va deixar la seva terra natal el 1932 per anar a Lancashire, a Anglaterra, on va ajudar el seu amic, el cricketer antillà Learie Constantine (el futur Lord Constantine) a escriure les seves memòries. Va passar un temps a França i després va anar als Estats Units el 1938, on va defensar els drets de la població negra.
A Lancashire va conviure amb treballadors de la ciutat «roja» de Nelson i es vinculà ben aviat l'esquerra política. Traslladat a París per a investigar el tema del seu llibre sobre Toussaint Louverture, va ser testimoni dels fets del febrer de 1934 i es mostrà convençut que la Internacional Comunista sota Ióssif Stalin era una força contrarevolucionària.
Va ser primer membre del Partit Laborista, on es va incorporar ràpidament a un petit grup trotskista, el Marxist Group, que practicava l'entrisme al Partit Laborista Independent (ILP). El 1937 publicà World Revolution, 1917-1936: The Rise and Fall of the Communist International, un estudi assenyalat, entre d'altres, per Lev Trotsky i George Orwell (ell mateix membre del Partit Laborista Independent). Després de deixar l'ILP, el grup de James es va fusionar el 1938 amb altres organitzacions per formar la Revolutionary Socialist League. Durant aquests anys, destacà com a defensor dels drets dels pobles colonitzats. El 1935 es va convertir en president d'una associació per a la defensa de la independència d'Abissínia (actual Etiòpia), aleshores víctima de l'agressió del feixisme italià. També va ser actiu al si de l'International African Service Bureau.
El 1938, James es va traslladar als Estats Units, convertint-se en un especialista en la «qüestió negra» dins del moviment trotskista (incloent els seus debats amb Lev Trotski de l'abril de 1939 sobre aquest tema). L'abril del 1940, va trencar amb el principal grup trotskista estatunidenc, el Socialist Workers Party (SWP) i es va unir al Workers Party (WP) de Max Shachtman, formant la tendència Johnson-Forest amb Raya Dunayevskaya, exsecretària de Trotski. Aleshores, va desenvolupar la teoria que la Unió Soviètica no era un «estat obrer degenerat» (posició defensada pels trotskistes ortodoxos) o una expressió del col·lectivisme burocràtic, sinó una forma de «capitalisme d'estat», anàlisi proposada originalment per Boris Souvarine en la seva biografia de Stalin publicada el 1935, que James va traduir a l'anglès el 1939. En considerar el WP «cada cop més impregnat pel conservadorisme i el pragmatisme», el grup de James es va tornar adherir l'SWP el 1947. Tres anys després, mentre el moviment trotskista internacional estava en crisi, la tendència Johnson-Forest criticà la noció de partit d'avantguarda i afirmà que «el partit leninista del 1950» havia de ser la simple «expressió de la mobilització proletària de masses».
El 1953, en una situació irregular, va ser expulsat dels Estats Units i va marxar cap a Anglaterra. No va tornar als Estats Units fins al 1968 per a ensenyar a la Universitat del districte de Columbia. El 1955 es va casar amb Selma Deitch.
James va tornar a Trinitat el 1958, on es va convertir en l'editor de The Nation, el diari del Moviment Nacional del Poble del futur primer ministre, Eric Williams, un dels seus antics estudiants i autor d'un important llibre històric, Capitalim and slavery.
La influència personal i intel·lectual de James a les Antilles Britàniques, a Gran Bretanya, als Estats Units i a l'Àfrica és considerable. A través de l'International African Service Bureau', trobà un amic de la infància, el comunista George Padmore, que es va convertir en un dels teòrics del moviment panafricà, i conegué Kwame Nkrumah, el primer president de Ghana de 1960 a 1966 i líder del Moviment dels Països No-alineats.
Tingué una gran influència en una generació de joves intel·lectuals de les Antilles i de la diàspora antillana com Tim Hector (amb qui va animar breument l'International Caribbean Service Bureau, i l'historiador i activista Walter Rodney. Els seus escrits sobre Toussaint Louverture van inspirar el poeta martinenc Aimé Césaire, autor d'una obra sobre la Revolució haitiana, La Tragédie du roi Christophe (1963). Als anys 1950, col·laborà amb el filòsof Cornelius Castoriadis, fundador de la revista Socialisme ou barbarie. També va ser proper a Daniel Guérin, l'autor entre d'altres de Les Antilles décolonisées (1956).
De manera inusual en un militant leninista, James va ser conegut als anys 1930 pels seus escrits sobre criquet (sobretot al Manchester Guardian, actual The Guardian) on barrejà referències a la història i l'estètica del criquet, la lluita de classes, la història dels pobles colonitzats, art, filosofia i literatura.
És també autor d'un important estudi sobre l'escriptor estatunidenc Herman Melville, escrit per evitar la seva expulsió dels Estats Units, i de diversos articles sobre l'obra de William Shakespeare. James passà els darrers anys de la seva vida a Brixton, un barri de Londres famós per la seva comunitat antillana. Lluny de ser oblidat, va tenir una influència considerable en la jove generació d'activistes negres i d'extrema esquerra.

## Obres
- Letters from London (assajos escrits el 1932). Signal Books (2003).
- The Life of Captain Cipriani: An Account of British Government in the West Indies. Nelson, Lancs.: Cartmel & Co. (1932).
- Toussaint Louverture: The story of the only successful slave revolt in history (escrit el 1934). Produït per Peter Godfrey i el Westminster Theatre, Londres (1936). Durham, NC: Duke University Press (2013).
- World Revolution, 1917–1936: The Rise and Fall of the Communist International. London: Secker & Warburg (1937).
- A History of Negro Revolt. Fact monograph no. 18, London (1938). Revisat com A History of Pan-African Revolt. Washington: Drum and Spear Press, (1969).
- The Black Jacobins: Toussaint L'Ouverture and the San Domingo Revolution. London: Secker & Warburg (1938). Edició revisada, New York: Vintage Books/Random House (1963). ISBN 0-679-72467-2.
- Why Negroes should oppose the war (as "J. R. Johnson"). New York: Pioneer Publishers for the Socialist Workers Party and the Young People's Socialist League Fourth International (1939).
- The Invading Socialist Society (amb F. Forest i Ria Stone). New York: Johnson Forest Tendency (1947). Reprinted with new preface, Detroit: Bewick Editions (1972).
- Notes on Dialectics: Hegel, Marx and Lenin London: Allison & Busby (1980); Westport, Conn.: Lawrence Hill (1980).
- Notes on American Civilisation. Typescript [1950], publicat a American Civilization, Oxford: Blackwell (1992).
- State Capitalism and World Revolution (1950). Chicago: Charles H. Kerr (1986).
- Mariners, Renegades and Castaways: The Story of Herman Melville and the World We Live In. Londres: Allison & Busby (1984).
- Facing Reality (amb Cornelius Castoriadis i Grace Lee Boggs), Detroit: Correspondence (1958).
- Not For Sale (amb Michael Manley). San Francisco: Editorial Consultants (1976).
- Nkrumah and the Ghana Revolution. London: Allison & Busby (1977); Westport, Conn.: Lawrence Hill (1977).
- The Future in the Present, Selected Writings, vol. 1. London: Allison & Busby; Westport, Conn.: Lawrence Hill (1977).